# Landhaus Kapf

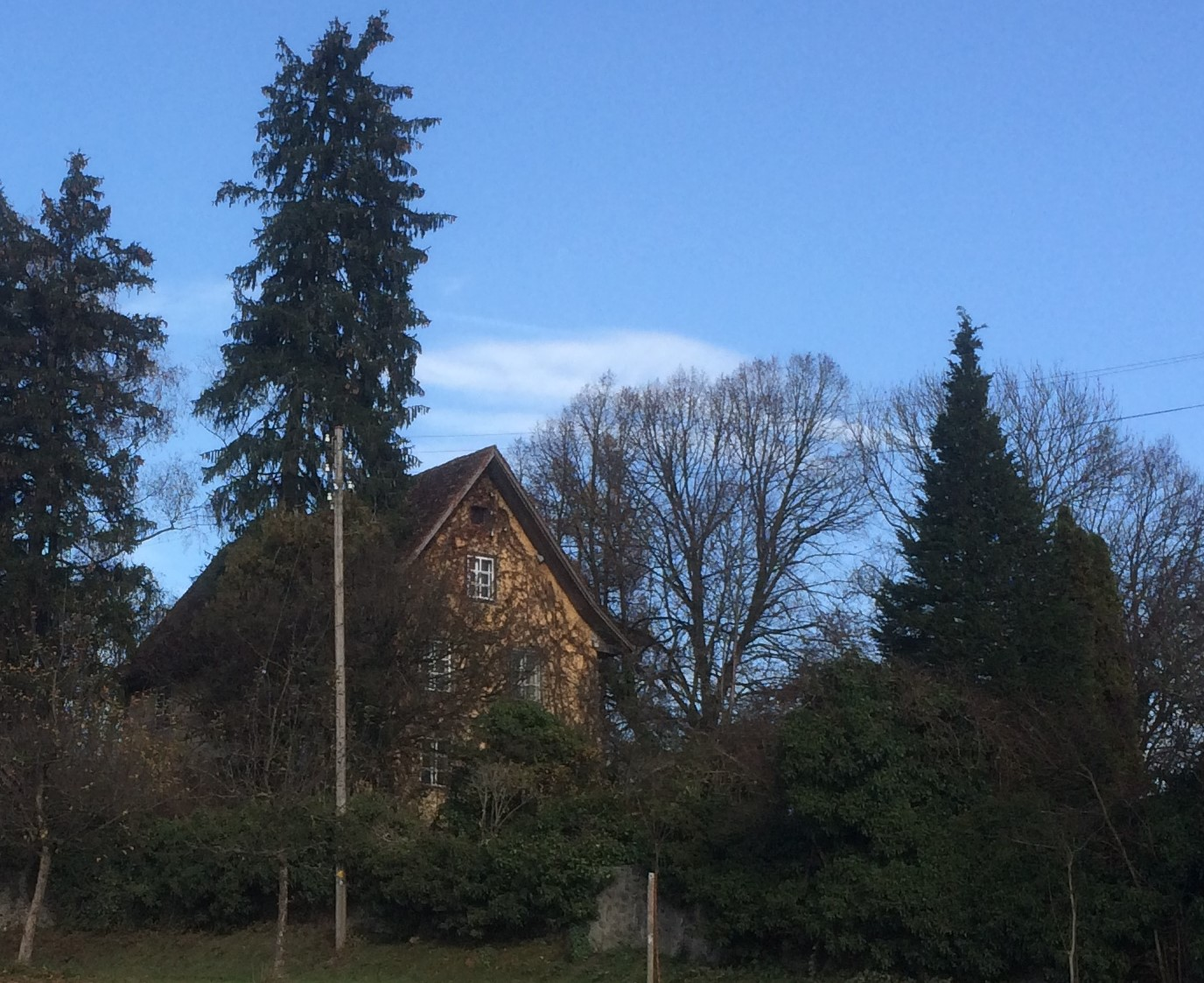
Ansicht von Südwesten (2015)

Das Landhaus Kapf ist ein denkmalgeschütztes barockes Wohngebäude in der Ortschaft Althäusern, die zur Gemeinde Aristau im Kanton Aargau gehört.

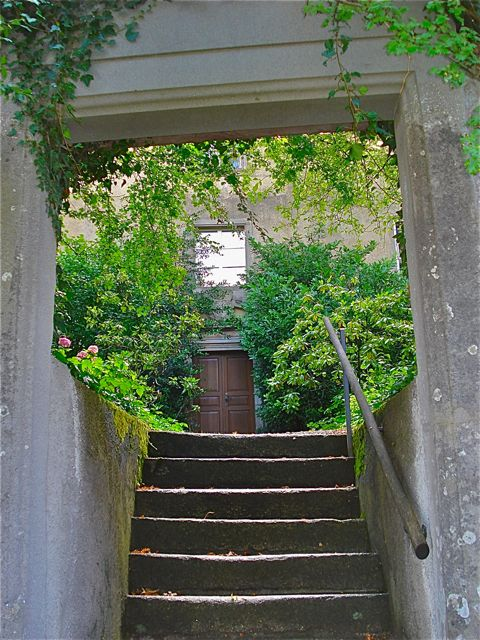
Westportal (2011)

Plazidus Zurlauben, Abt des Klosters Muri, liess 1687 zum Preis von 2203 Gulden auf dem Hügel westlich von Althäusern eine Trotte bauen. Sie besass auch einige Zimmer für Erholungsaufenthalte der Mönche. Fürstabt Gerold Haimb liess das Haus 1736 wiederherstellen und neu einrichten, wofür er 7451 Gulden aufwendete. Im 19. Jahrhundert diente das Haus als Bauernhof, zu Beginn des 20. Jahrhunderts betrieb der frühere Grosswildjäger Walter Burkart darin eine Gaststätte. Seine Tochter, die Schriftstellerin Erika Burkart, verbrachte dort fast ihr ganzes Leben; ihr Ehemann Ernst Halter lebt heute noch dort. Auch der Künstler und Zeichenlehrer Josef Jakob Reber lebte dort.
Das Gebäude mit zweimal drei Achsen besitzt ein gemauertes Erdgeschoss und ein Hauptgeschoss mit Fachwerk. Das Portal im Westen ist mit dem Wappen von Fürstabt Gerold Haimb geschmückt. Die Treppen, Fussböden und Türrahmen im Innern stammen aus dem Jahr 1736. Aus derselben Zeit stammen Tapetenmalereien mit Baummotiven in zwei Zimmern des Hauptgeschosses.
2022, exakt zum 100. Geburtstag von Erika Burkart, erwarb die Josef Müller Stiftung Muri das alte Haus.
2023 wurde eine sanfte Sanierung des Landhauses angekündigt, Kosten: rund Fr. 600 000.--. Dafür kommt die Stiftung Josef Müller auf.